# Maximilian Koch von Berneck
Maximilian Koch von Berneck (* 12. Oktober 1827 in Dresden; † Februar 1916 in München) war ein deutscher Reiseschriftsteller.

## Leben und Wirken
Er war Verfasser von Reiseführern und Publizist. Er wohnte viele Jahre in Zürich. Maßgeblich war er an der Gründung der Deutschen Schillerstiftung beteiligt.

## Schriften (Auswahl)
- Führer auf der Gotthardbahn und deren Zufahrtslinien. 1882.
- In dreissig Tagen durch die Schweiz. Rundreisen im Rayon der interessantesten Gegenden. 3. Aufl. 1883.
- Die Arlbergbahn, ihre Umgebungen und Zufahrtslinien. 1884.
- Innsbruck und Umgebung. 1888.
- Süddeutschland und Österreich nebst Eingangsrouten von Nord- und Westdeutschland. 1888.
- Rundreisen in der Schweiz- 1890.
- Rundreisen in der Schweiz einschließlich der oberitalienischen Seen und Mailand. 9. Aufl. 1894.
- König Ludwig II. von Bayern und Schloß Berg. Erinnerung an Schloß Berg. 1905.